# Pierre Cadeac
Pierre Cadéac (fl. 1538-1558) va ser un compositor francès i, probablement, el cantant del Renaixement, actiu a Gascunya.
Cadéac va escriure música vocal sagrada i secular, i tenia la seva música publicada a París i Lió (1556-58). La seva obra més famosa va ser la cançó Je suis deshéritée, que molts compositors posteriors, incloent Lassus i Palestrina, utilitzar com a base per a moltes paròdies.